# TOEIC

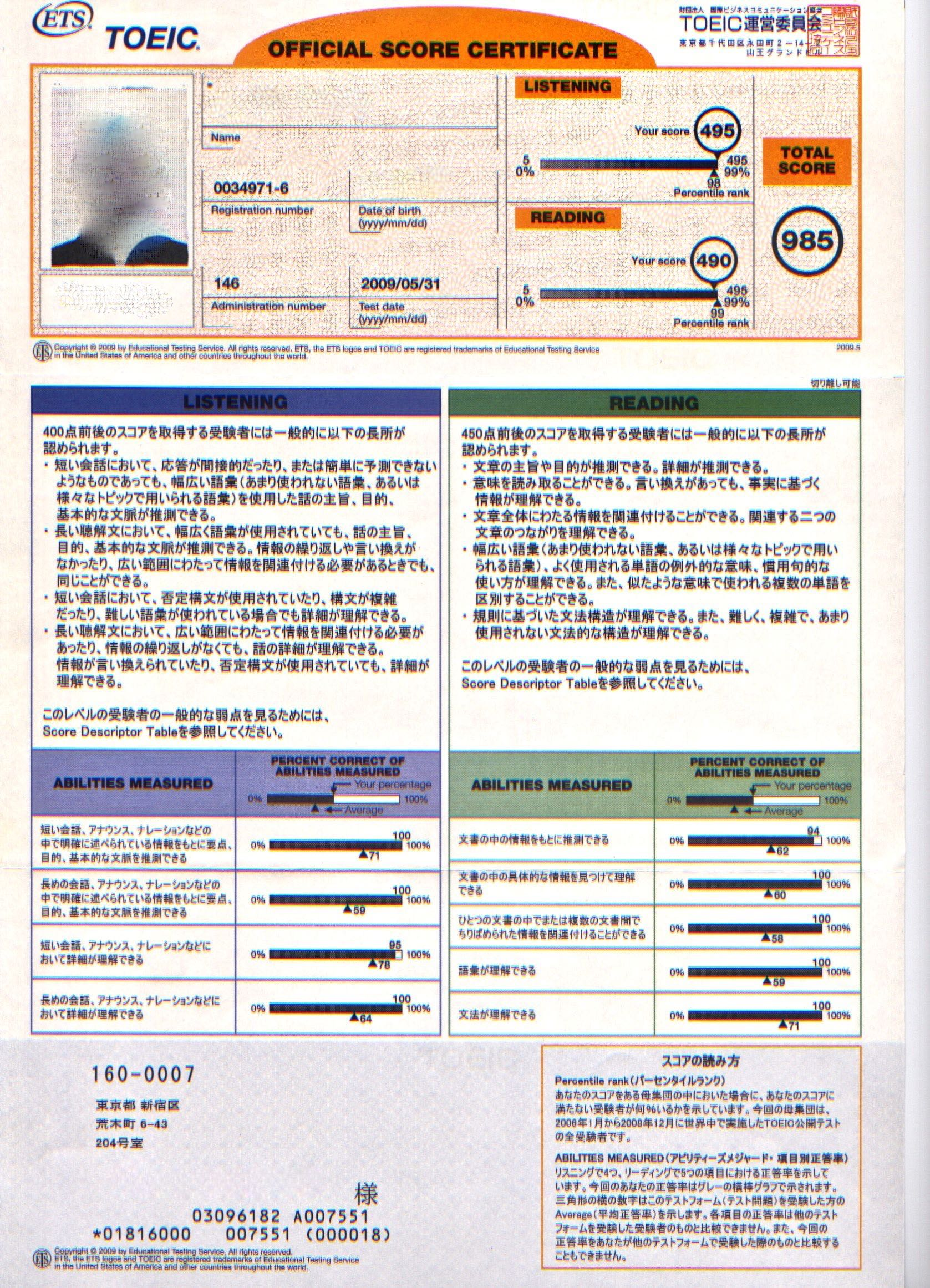
Un certificato TOEIC

Il TOEIC (Test of English for International Communication)
è una prova di esame che misura la capacità di utilizzare la lingua inglese  nel lavoro quotidiano nel contesto di un ambiente internazionale.